# The Hand That Rocks the Cradle
The Hand That Rocks the Cradle er en amerikansk stumfilm fra 1917 af Lois Weber og Phillips Smalley.

## Medvirkende
- Phillips Smalley som Dr. Broome.
- Lois Weber som Mrs. Broome.
- Priscilla Dean som Mrs. Graham.
- Wedgwood Nowell som Mr. Graham.
- Evelyn Selbie som Sarah.